# Hans Rosling
Hans Rosling (Uppsala, 27. srpnja 1948. – Uppsala, 7. veljače 2017. ), švedski liječnik, akademik, statističar i javni govornik. Bio je profesor međunarodnog zdravlja na Karolinskom institutu i suosnivač i predsjednik Zaklade Gapminder, koja je razvila softverski sustav Trendalyzer.

## Životopis
Rosling je rođen u Uppsali u Švedskoj. Od 1967. do 1974. godine studirao je statistiku i medicinu na Sveučilištu u Uppsali, a 1972. studirao je javno zdravlje na Medicinskom kolegiju sv. Ivana u Bangaloreu u Indiji. Licencirani liječnik postao je 1976., a od 1979. do 1981. služio je kao okružni medicinski službenik u Nacali u sjevernom Mozambiku.
Dana 21. kolovoza 1981. Rosling je otkrio epidemiju konza, paralitičke bolesti, a istraživanja koja su uslijedila osigurala su mu doktorski stupanj na Sveučilištu u Uppsali 1986. godine. Sljedeća dva desetljeća proveo je proučavajući epidemije ove bolesti u udaljenim seoskim predjelima širom Afrike, a nadgledao je više od deset doktorskih studenata. Epidemije se pojavljuju među glađu pogođenim seoskim populacijama u Africi gdje prehrana s pretežito nedovoljno obrađenom kasavom rezultira u simultanoj malnutriciji i visoku dijetalnom unosu cijanida.
Rosling je također gutač mačeva, što je demonstrirao u završnim trenucima svojeg drugog nastupa na TED-ovoj konferenciji. Godine 2009. magazin Foreign Policy uvrstio ga je na popis 100 vodećih globalnih mislilaca. Godine 2011. izabran je za člana Švedske akademije inženjerskih znanosti, a 2012. za člana Švedske akademije znanosti.

## Nagrade
- 2007. – Nagrada za statističara godine Švedskog društva za statistiku

## Vanjske poveznice
- Hans Rosling pokazuje najbolju statistiku koju ste mogli vidjeti  Arhivirana inačica izvorne stranice od 28. studenoga 2011. (Wayback Machine) na TED-ovoj konferenciji u Montereyu u Kaliforniji 2006. godine, ističući nove putove predstavljanja globalne statistike.
- Novi uvidi Hansa Roslinga o siromaštvu  Arhivirana inačica izvorne stranice od 27. studenoga 2011. (Wayback Machine), TED2007, s neočekivanim završetkom. (video)